# Сіліква (одиниця ваги)
Сіліква — міра ваги в Стародавньому Римі. Дорівнювала 1/1728 лібри або 1/144 унції, що еквівалентно 0,189 г. Символ сілікви — & # x10195; (U +10195).
Цікаво, що як гирі, рівні 1 сілікві, використовувалися насінини ріжкового дерева (лат. Ceratonia siliqua).
Надалі сілікву стали іменувати каратом (пор. з родовим ім'ям латинської назви ріжкового дерева Ceratonia).